# Giao hưởng số 7 (Haydn)

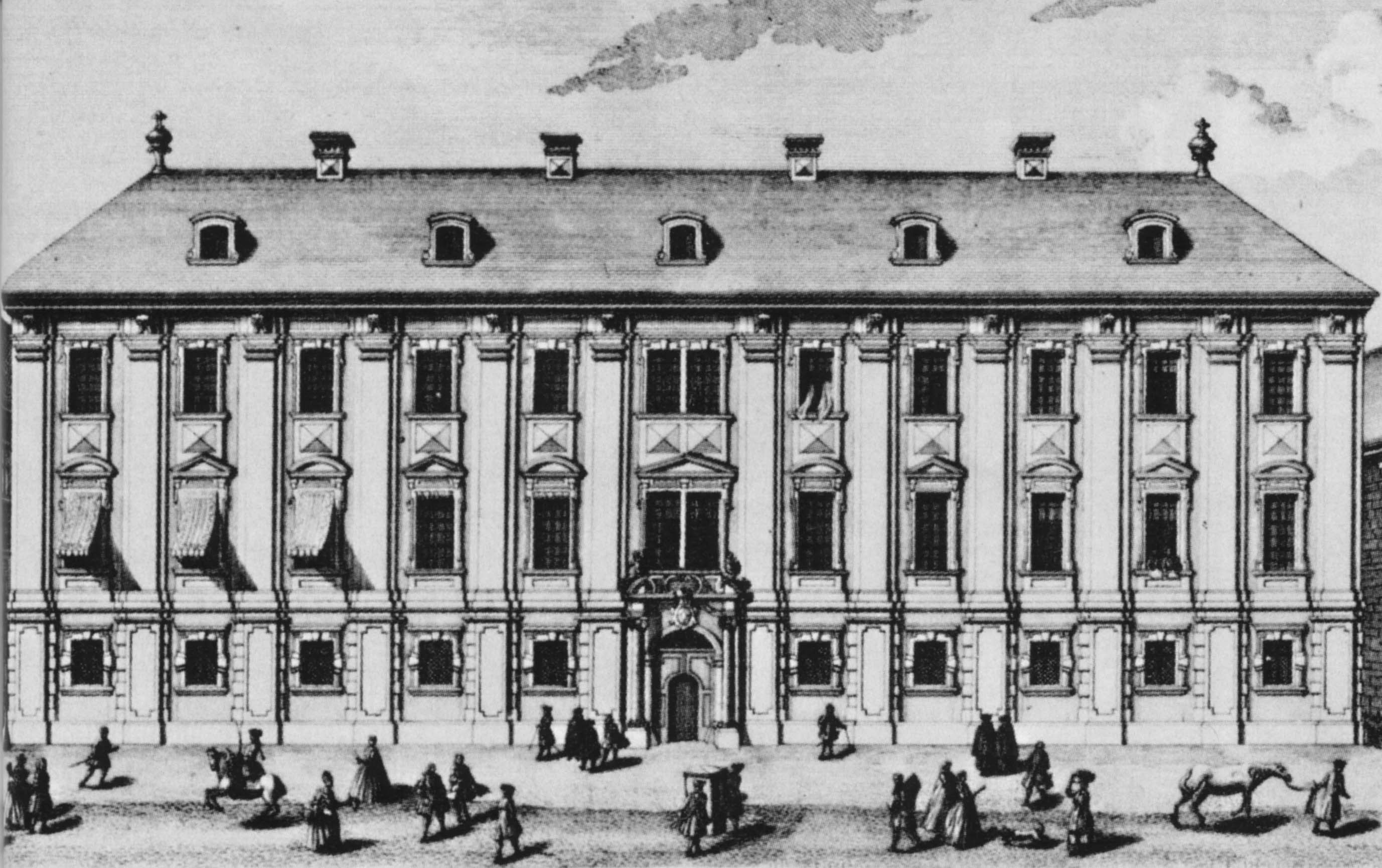
Cung điện Esterhazy trên đường Wallner trong thành phố Viên là nơi trình diễn ra mắt bản giao hưởng này.

Giao hưởng số 7 cung Đô trưởng hay còn gọi là Giao hưởng buổi trưa (tiếng Pháp: Le midi (tên tiếng Pháp phổ biến hơn)) là bản giao hưởng của nhà soạn nhạc người Áo Joseph Haydn. Đây là bản giao hưởng được sáng tác vào năm 1761
. Bản giao hưởng này cùng với bản số 6 và số 8 tạo một bộ tam thú vị về thời gian: Những buổi trong một ngày (bản số 6 là buổi sáng, bản số 8 là buổi tối).